# مطار إلينيكون الدولي
مطار إلينيكون الدولي سابقاً (باليونانية: Διεθνής Αερολιμένας Ελληνικού)‏ ، هي مطار دولي سابقاً في اليونان ، تم بناء المطار عام 1938م، واستمر قيادة التشغيل حتى افتتح المطار الجديد في العاصمة اليونانية أثنيا عام 2000م، ونقل الموظفين جميعأً من مطار إلينيكون الدولي إلى مطار أثينا الدولي.

## وصلات خارجية
- Information on Ellinikon Airport
- 1996 airport diagram
- http://www.orsa.gr
- http://www.serero.com
- http://www.uia.com
- http://www.o-l-m.net